# Connan and the Mockasins
Connan and the Mockasins – nowozelandzki zespół rockowy aktywny w latach 2004-2007. Zespół zakończył swoją działalność w 2007 roku.

## Dyskografia
- 2004 – Naughty Holidays
- 2006 – Uuu It’s Teasy
- 2007 – Sneaky sneaky dogfriend